# Joe Hill
Joel Emmanuel Hägglund, més conegut com a Joe Hill (Gävle, Suècia, 7 d'octubre de 1879 - Salt Lake City, EUA, 19 de novembre de 1915) fou músic i sindicalista dels Industrial Workers of the World (IWW), sindicat radical dels EUA. Fou condemnat a mort i executat acusat d'assassinat en un procés llarg i controvertit. Considerat un dels precursors del folk polític als Estats Units, la seva curta obra ha estat font d'inspiració per músics folks posteriors com Woody Guthrie, Phil Ochs, Bob Dylan, Joan Baez o Pete Seeger.

## Vida a Suècia i migració als EUA
Hill va néixer a Gävle, una petita ciutat costanera a la província de Gävleborg, Suècia. Fill de família humil, fou un dels cinc supervivents d'un total de vuit germans. El seu pare, Olof, ferroviari de professió, mor quan Hill té vuit anys, motiu pel qual es veu obligat a deixar l'escola i començar a treballar. Als dotze anys es trasllada a Estocolm per tractar-se una tuberculosi que li afecta a pell i articulacions. De nou ha de treballar per poder pagar-se un tractament a base de radiacions que no funciona, pel qual acaba sotmetent-se a unes operacions que li deixen cicatrius a coll i nas. Uns mesos després mor la mare, Margareta, fruit d'una llarga malaltia. El 1902, decebut amb el seu nivell de vida, decideix emigrar als Estats Units junt amb el seu germà Paul, amb l'esperança "d'arrencar or dels carrers". Arriba a l'illa d'Ellis, Nova York, on viu i treballa durant uns mesos, per finalment emprendre una vida a la carretera. Abans canvia el seu nom suec pel de Joseph Hillstrom, que amb el temps esdevindria, simplement, Joe Hill.

## Primers anys als EUA. Vidahobo.
Quan abandona Nova York viatja constantment, establint-se i treballant per curts períodes a diferents punts de la geografia americana, com Cleveland o San Francisco, coincidint la seva estada en aquesta darrera amb el gran terratrèmol del 1906, sobre el qual escrigué un article pel diari local de Gävle. Aquest model de vida, conegut als EUA i altres països anglosaxons amb el nom de hobo, li fou característic al llarg de tota la vida i generà moltes llegendes al voltant de la seva persona a partir del moment que esdevingué una figura cèlebre del moviment obrer, motiu pel qual es fa difícil fer un registre veraç dels indrets on va viure i dels fets històrics als que va assistir. Tanmateix, és prou segur que el 1911 participà en una insurrecció a Tijuana, Mèxic, animant així la Revolució Mexicana contra la dictadura de Porfirio Díaz.
Arran de la seva experiència i del contacte amb altres treballadors itinerants i campaments de desocupats va adquirint una consciència política. El 1910, quan es trobava treballant al port de San Pedro (Los Angeles), estat de Califòrnia, entra en contacte per primera vegada amb els wobblies, nom amb què eren popularment coneguts els membres de la IWW.

## Activisme a la IWW. Obra musical.
Els seus primers passos com a sindicalista consisteixen en articles que publica a Industrial Worker i Solidarity, periòdics de la IWW, on relata la violència de la que són objecte els treballadors o de com la policia maltracta els hobos. També participa en les free speech battles, mítings improvisats a places i carrers, que a mesura que proliferen són prohibits. Per tal d'evitar la prohibició, Hill comença a escriure cançons propagandístiques i de denúncia que puguin ser cantades a la tribuna. El seu particular estil consisteix a canviar les lletres a melodies populars i himnes religiosos, de manera que quan siguin cantades els vianants les reconeguin i ràpidament les puguin seguir. Moltes d'aquestes melodies pertanyien a cançons del Salvation Army (Exèrcit de la Salvació), una organització cartitativa cristiana el discurs de la qual era ridiculitzat sovint pels wobblies. En una de les seves primeres cançons, The preacher and the slave (1911), Hill ironitza sobre la promesa cristiana d'una vida reconfortant després de la mort i reanomena aquesta organització Starvation Army (Exèrcit de la Fam).
A les seves lletres es tracten temes com l'abús que pateixen els treballadors immigrants a mans dels "taurons", agents de treball que cobren un percentantge per la seva mediació (Coffee an’, 1912), la força que podrien tenir els treballadors si s'unissin en "un gran sindicat" (Workers of the world, 1914), o experiències concretes de conflictes laborals als que participava o donava suport. Casey Jones, the union scab (1912) fou escrita durant la vaga general de ferroviaris del mateix any, i The white slave fou un homenantge a les protagonistes de la gran vaga de la indústria tèxtil de Lawrence el 1912, d'on sortí la després cèlebre consigna "Volem pa, i també roses" (We want bread, and roses too). Aquestes i d'altres cançons foren recollides en el Little Red Songbook, un cançoner que la IWW editava regularment a mòde de propaganda.
La fama que Hill guanyà entre els treballadors amb les seves cançons fou enorme, i esdevingué una icona per l'organització. Tingué amistat amb alguns dels seus líders més carismàtics, com Bill "Big" Haywood o Elizabeth Gurley Flynn.

## Detenció, judici i execució
El 1913 arriba a l'estat de Utah. Comença a treballar a les mines de Park City, ciutat propera a la capital, feina que es veu obligat a abandonar degut a una pneumònia. Poc després s'instal·la a una habitació d'una família coneguda, els Eselius, a Salt Lake City, ciutat originàriament fundada per mormons i amb una potent indústria minera i siderúrgica, la qual es concentrava principalment en mans d'empresaris també mormons. Mesos abans de l'arribada de Hill s'havien produït violents conflictes laborals a mines de la Utah Cooper Company, principal trust miner, per reclamar millors condicions i la supressió de la mediació d'agents en la contractació.
El matí de l’11 de gener de 1914 Hill és detingut i empresonat pel presumpte doble assassinat de John i Arling Morrison, un botiguer local i el seu fill, en un atracament a mà armada la nit anterior. Segons el testimoni del fill menor, Marlin Morrison, que es trobava al magatzem de la botiga, un dels dos atracadors havia rebut un impacte de bala a l'espatlla quan Arling es va intentar defensar. Aquella mateixa nit Hill es va presentar a casa del doctor Frank McHugh, amic de la família Eselius, per guarir una ferida de bala a l'espatlla sobre la qual no va voler donar explicacions, excepte que fou per una trifulga per una dona. El matí de l’11 de gener McHugh va informar a la polícia i Hill va ser detingut. La polícia en un primer moment no va creure que el seu veritable nom fos Joseph Hillstrom, sinó que li atribuïen la identitat de Frank Wilson, un ex convicte que havia amenaçat de matar John Morrison, que abans de ser botiguer havia treballat com a oficial de policia.
A partir del moment que en queda confirmada la identitat el cas pren una gran rellevància política. S'abandonen totes les altres línies d'investigació i la fiscalia es concentra en demostrar la culpabilitat de Hill. Aquest sempre nega la seva implicació en els fets, però rebutja defensar-se, al·legant que és a l'acusació qui n'ha de demostrar la culpabilitat, i acomiada tots els advocats d'ofici que li són proporcionats. Després d'un judici bastant ràpid en què es prenen per principals proves la coincidència dels esdeveniments i el testimoni del fill menor, Merlin, que diu reconèixe’l, és condemnat a pena de mort.
Es crea aleshores una campanya per la commutació de la pena i es genera una confrontació entre diferents estaments polítics. El govern de Utah, presidit pel republicà William Spry, n'exigeix l'execució; el govern Federal amb el demòcrata Woodrow Wilson com a president, n'exigeix l'ajornament fins que hi hagi proves concloents i presenta una apel·lació que és denegada; l'ambaixada sueca demana un judici just i pressiona un i altre govern. També organitzacions polítiques i socials de diverses tendències, com l'AFL, el Partit Socialista, petits sindicats o l'obispat episcopal de Utah, demanen la commutació de la pena i un judici amb proves fermes. Personalitats com Hellen Keller i Virginia Snow, professora a la Universitat de Utah i filla d'un líder de l'església mormóna, també intervenen a favor de la commutació.
Al llarg de tot el procés, que es prolonga diversos mesos, Hill es manté en la postura de no defensar-se, tot i que segueix negant la seva culpabilitat. Finalment, és executat el 19 de novembre de 1915 al pati de la presó estatal de Utah amb la presència vetada al membres de la IWW. Seguint la seva voluntat, fou incinerat i les seves cendres es repartiren a 600 sobres que foren enviats als diferents sindicats afiliats a la IWW per tal que fossin escampades en diversos territoris.